# Copa dos Campeões Europeus da FIBA de 1981–82
A Copa dos Campeões Europeus da FIBA de 1981-82 foi a 25ª edição da principal competição europeia de clubes profissionais da Europa conhecida hoje como Euroliga. A final foi sediada no Sporthalle em Colônia na então Alemanha Ocidental em 25 de março de 1982. Na ocasião o Squibb Cantù conquistou seu primeiro título europeu vencendo na final a equipe do Maccabi Elite Tel Aviv por 86–80. 

## Temporada regular
|  | As equipes campeãs em seus grupos avançam para o grupo semifinal |

|    | Equipe                 | J | Pts | V | D | PF  | PA  |
| -- | ---------------------- | - | --- | - | - | --- | --- |
| 1. | Maccabi Elite Tel Aviv | 6 | 12  | 6 | 0 | 632 | 512 |
| 2. | Torpan Pojat           | 6 | 9   | 3 | 3 | 529 | 587 |
| 3. | Steaua București       | 6 | 8   | 2 | 4 | 501 | 532 |
| 4. | Saturn Köln            | 6 | 7   | 1 | 5 | 506 | 537 |

|    | Equipe           | J | Pts | V | D | PF  | PA  |
| -- | ---------------- | - | --- | - | - | --- | --- |
| 1. | Squibb Cantù     | 4 | 8   | 4 | 0 | 359 | 306 |
| 2. | UBSC Wien        | 4 | 6   | 2 | 2 | 328 | 337 |
| 3. | Partizani Tirana | 4 | 4   | 0 | 4 | 312 | 356 |
| 4. | Sporting*        | 0 | 0   | 0 | 0 | 0   | 0   |

|    | Equipe          | J | Pts | V | D | PF  | PA  |
| -- | --------------- | - | --- | - | - | --- | --- |
| 1. | Partizan        | 4 | 8   | 4 | 0 | 363 | 328 |
| 2. | Slavia VŠ Praha | 4 | 5   | 1 | 3 | 347 | 348 |
| 3. | Eczacıbaşı      | 4 | 5   | 1 | 3 | 315 | 349 |
| 4. | Al-Zamalek*     | 0 | 0   | 0 | 0 | 0   | 0   |

|    | Equipe            | J | Pts | V | D | PF  | PA  |
| -- | ----------------- | - | --- | - | - | --- | --- |
| 1. | Nashua EBBC       | 6 | 12  | 6 | 0 | 635 | 456 |
| 2. | Sunair Oostende   | 6 | 10  | 4 | 2 | 552 | 502 |
| 3. | Sunderland Saints | 6 | 8   | 2 | 4 | 546 | 523 |
| 4. | Amicale           | 6 | 6   | 0 | 6 | 376 | 628 |

|    | Equipe           | J | Pts | V | D | PF  | PA  |
| -- | ---------------- | - | --- | - | - | --- | --- |
| 1. | FC Barcelona     | 6 | 11  | 5 | 1 | 660 | 544 |
| 2. | ASVEL            | 6 | 11  | 5 | 1 | 559 | 525 |
| 3. | Honvéd           | 6 | 7   | 1 | 5 | 529 | 605 |
| 4. | Murray Edinburgh | 6 | 7   | 1 | 5 | 474 | 548 |

|    | Equipe                | J | Pts | V | D | PF  | PA  |
| -- | --------------------- | - | --- | - | - | --- | --- |
| 1. | Panathinaikos         | 4 | 7   | 3 | 1 | 354 | 333 |
| 2. | CSKA Moscou           | 4 | 7   | 3 | 1 | 362 | 314 |
| 3. | Levski-Spartak        | 4 | 4   | 0 | 4 | 314 | 383 |
| 4. | Al-Ittihad SC Aleppo* | 0 | 0   | 0 | 0 | 0   | 0   |

## Grupo semifinal
|  | As duas melhores equipes avançam para a Final. |

|    | Equipe                 | J  | Pts | V | D | PF  | PA  |
| -- | ---------------------- | -- | --- | - | - | --- | --- |
| 1. | Maccabi Elite Tel Aviv | 10 | 19  | 9 | 1 | 953 | 907 |
| 2. | Squibb Cantù           | 10 | 17  | 7 | 3 | 939 | 816 |
| 3. | Partizan               | 10 | 16  | 6 | 4 | 954 | 910 |
| 4. | FC Barcelona           | 10 | 15  | 5 | 5 | 968 | 931 |
| 5. | Nashua EBBC            | 10 | 12  | 2 | 8 | 854 | 957 |
| 6. | Panathinaikos          | 10 | 11  | 1 | 9 | 831 | 978 |

## Final
Realizada em 25 de março no Sporthalle em Colônia.
| Equipe 1               | Resultado | Equipe 2     |
| ---------------------- | --------- | ------------ |
| Maccabi Elite Tel Aviv | 80–86     | Squibb Cantù |

| Copa dos campeões europeus de 1981–82 Campeão |
| --------------------------------------------- |
| Squibb Cantù 1º Título                        |